# GEDCOM
GEDCOM är ett format för utbyte av data mellan olika genealogi-system. Ordet är en förkortning av det engelska begreppet GEnealogical Data COMmunication. Formatet utvecklades av Jesu Kristi kyrka av sista dagars heliga. Formatet har blivit en de facto-standard och stöds idag av i princip alla släktforskningsprogram.